# Tsilkar
Tsilkar (in armeno Ծիլքար?, in passato Mundzhukhli) è un comune dell'Armenia di 562 abitanti (2001) della provincia di Aragatsotn.